# The Family Skeleton (film 1918)
The Family Skeleton è un film muto del 1918 diretto da Victor Schertzinger. Il soggetto, secondo i dati allegati al copyright, si deve a Thomas H. Ince; altre fonti accreditano Bert Glennon come autore della storia.

## Produzione
Il film fu prodotto dalla Thomas H. Ince Corporation.

## Distribuzione
Il copyright del film, richiesto dalla Thomas H. Ince Corp., fu registrato il 16 febbraio 1918 con il numero LP12078.

Distribuito dalla Famous Players-Lasky Corporation e Paramount Pictures, il film uscì nelle sale statunitensi il 31 marzo 1918.
Copie complete della pellicola si trovano conservate negli archivi della Library of Congress di Washington e in quelli del Gosfilmofond di Mosca.